# ويليام إشونك جلبرت

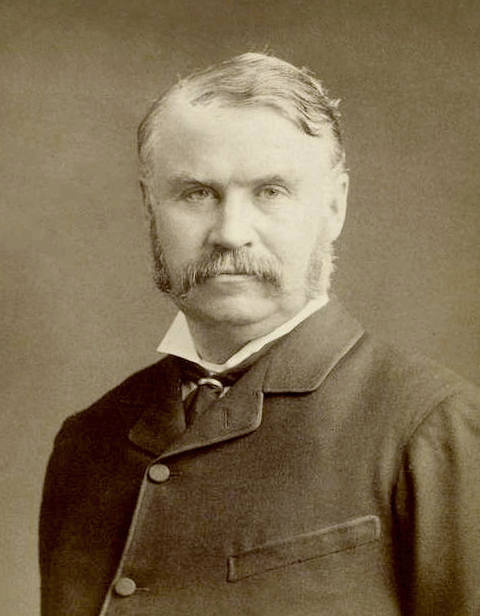
ويليام إشونك جلبرت

السير ويليام إشونك جلبرت (بالإنجليزية: W. S. Gilbert)‏ (المولود 18 من نوفمبر 1836م- 29 من مايو 1911م) كاتب مسرحي ومؤلف أوبرالي وشاعر ورسام إنجليزي، عُرف بمؤلفاته الأربعة عشر الأبرالية الهزلية  (المعروفة باسم أوبرا سافوي (Savoy opera) التي أنتجها جلبرت وسيليفان بالتعاون مع الملحن السير أرثور سيليفان. وكانت اتش ام اس بينافور (H.M.S. Pinafore) وقراصنة بنزانس (The Pirates of Penzance) أشهر هذه المؤلفات وكذلك أوبرا ميكادو' التي تعد أكثر الأعمال المسرحية الموسيقية انتشارًا. واستمرت هذه الأعمال والعديد من أعمال أوبرا سافوي الأخرى في الانتشار والعرض في دول العالم المتحدثة بالإنجليزية وهذا بخلاف شركات الأوبرا وشركات الذخائر الفنية والمدارس ومجموعات المسرح الاجتماعي. وأصبحت سطور بعض هذه الأعمال جزءًا من اللغة الإنجليزية مثل "صدمة حادة وقصيرة" "short, sharp shock"، ""ما، أبدًا؟" "What, never؟ حسنًا، نادرًا ما!"، "Well, hardly ever!" و"احرص على أن تناسب العقوبة الجريمة" "Let the punishment fit the crime".
وقد كتب أيضًا جلبرت قصائد باب القصصية (Bab Ballads) التي تعد مجموعة من النظم الشعرية الممتدة مصحوبة بالرسومات الهزلية من تأليفه الخاص. وتضمنت إبداعاته 75 مسرحية ونص كلمات الأوبرا والعديد من القصص والقصائد الشعرية والغنائية بخلاف عدد من القطع الهزلية والجدّية. وقد ألهمت مسرحياته ونظامه الواقعي في الإرشادات المسرحية العديد من كتّاب المسرح على رأسهم أوسكر وايلد (Oscar Wilde) و (George Bernard Shaw) جورج برنارد شو. George وفقًا لتاريخ كامبردج للآداب الإنجليزية والأمريكية وقد أدت «السهولة الغنائية وتفوق جلبرت في الوزن الشعري إلى الارتقاء بالجودة الشعرية للأوبرا الهزلية والتي لم تكن مسبوقة من قبل ولم يُرى مثلها حتى الآن».

## كتابات أخرى
- Benford، Harry (1999). The Gilbert & Sullivan Lexicon, 3rd Revised Edition. Ann Arbor, Michigan: The Queensbury Press. ISBN:0-9667916-1-4.
- Browne، Edith A. (1907). W. S. Gilbert. London: John Lane company. مؤرشف من الأصل في 2016-06-18. The book is available online here.
- Bradley، Ian (1996). The Complete Annotated Gilbert and Sullivan. Oxford, England: Oxford University Press. ISBN:0-19-816503-X. مؤرشف من الأصل في 2021-10-08.
- Crowther، Andrew (2000). Contradiction Contradicted–The Plays of W. S. Gilbert. Associated University Presses. ISBN:0-8386-3839-2.
- Gilbert، W. S. (1969). Edited and with an Introduction by Jane W. Stedman. (المحرر). Gilbert Before Sullivan–Six Comic Plays by W. S. Gilbert. Chicago: The University of Chicago Press. {{استشهاد بكتاب}}: |محرر= باسم عام (مساعدة)
- Gilbert، W. S. (1932). Deems Taylor, ed. (المحرر). Plays and Poems of W. S. Gilbert. New York: Random House. مؤرشف من الأصل في 2020-12-23. {{استشهاد بكتاب}}: |محرر= باسم عام (مساعدة)
- Gilbert، W. S. (1976). The Complete Plays of Gilbert and Sullivan. New York: W. W. Norton and Company.
- Gilbert، W. S. (1994). The Savoy Operas. Hertfordshire, England: Wordsworth Editions Ltd. ISBN:1-85326-313-3. مؤرشف من الأصل في 2021-06-03.
- McIntosh, Nancy. "The Late Sir W.S. Gilbert's Pets" in the W. S. Gilbert Society Journal, Brian Jones, ed. Vol. 2 No. 18: Winter 2005 (reprinted from Country Life, 3 June 1911), pp. 548–56

## وصلات خارجية
- W. S. Gilbert Society website
- The Life of W. S. Gilbert, by Andrew Crowther
- Mike Leigh 2006 interview in The Guardian
- Interview of Gilbert by Harry How
- The W. S. Gilbert Society website
- Views on Gilbert by Seymour Hicks and Ellaline Terriss
- An analysis of Gilbert's work, by Andrew Hungerford
- "The Controversy Surrounding Gilbert's Last Opera", Fallen Fairies, by Robert Morrison
- List of Gilbert's works, with links to most of them, and information about them, at The Gilbert & Sullivan Archive
- ويليام إشونك جلبرت على موقع IMDb (الإنجليزية)
- ويليام إشونك جلبرت على موقع الموسوعة البريطانية (الإنجليزية)
- ويليام إشونك جلبرت على موقع ألو سيني (الفرنسية)
- ويليام إشونك جلبرت على موقع ميوزك برينز (الإنجليزية)
- ويليام إشونك جلبرت على موقع أول موفي (الإنجليزية)
- ويليام إشونك جلبرت على موقع قاعدة بيانات برودواي على الإنترنت (الإنجليزية)
- ويليام إشونك جلبرت على موقع قاعدة بيانات برودواي على الإنترنت (الإنجليزية)
- ويليام إشونك جلبرت على موقع قاعدة بيانات برودواي على الإنترنت (الإنجليزية)
- ويليام إشونك جلبرت على موقع قاعدة بيانات برودواي على الإنترنت (الإنجليزية)
- ويليام إشونك جلبرت على موقع قاعدة بيانات الأفلام السويدية (السويدية)
- Chronology of Gilbert and Sullivan
- Grim's Dyke Hotel, the Gilberts' former residence.
- W. S. Gilbert Society Journal article about the discovery of a sketchbook claimed by the owner to be by Gilbert. The next issue published letters criticising the attribution.

كتابات جلبرت
- مؤلفات W. S. Gilbert في مشروع غوتنبرغ
- A Stage Play, by W.S.Gilbert, giving some of his philosophy of the theatre
- Collection of Gilbert prefaces to various plays
- Some of Gilbert's short stories

ويكيبيديا:G&S